# Alexander Montgomerie, IX conte di Eglinton
Alexander Montgomerie, IX conte di Eglinton (1660 – Irvine, 18 febbraio 1729), è stato un nobile scozzese.

## Biografia
Egli era il figlio di Alexander Montgomerie, VIII conte di Eglinton, e di sua moglie, Lady Elizabeth Crichton.
Anche se discendeva da una famiglia cattolica, egli si convertì all'anglicanesimo.

## Carriera
Durante la guerra civile inglese fu colonnello di cavalleria nell'esercito e sostenne i parlamentari inglesi contro il re Carlo II. Era presente all'assedio di York e partecipò alla battaglia di Marston Moor il 2 luglio. Più tardi, egli si unì Argyll e gli altri membri del partito moderato kirk e sostenne il re. Successivamente è stato uno dei commissari per negoziare con Monck, nel 1659, la restaurazione del re Carlo II.

## Matrimoni

### Primo Matrimonio
Sposò, in prime nozze, Margaret Cochrane, figlia di William Cochrane, Lord Cochrane, e Lady Catherine Kennedy. Ebbero una figlia:
- Lady Mary Montgomerie (29 novembre 1704-1777), sposò David Cunynghame, III Baronetto, ebbero otto figli.

### Secondo Matrimonio
Sposò, nel dicembre 1676, Lady Anne Gordon, figlia di George Gordon, I conte di Aberdeen, e di Anne Lockhart. Ebbero otto figli:
- Lady Catherine Montgomerie (23 ottobre 1677-1757), sposò James Stewart, V conte di Galloway, ebbero dieci figli;
- Lord Alexander Montgomerie (25 ottobre 1678);
- Lord Hugh Montgomerie (29 dicembre 1680-1696);
- Lady Eufemia Montgomerie (1681-1º dicembre 1738), sposò George Lockhart, ebbero una figlia;
- Lady Elizabeth Montgomerie (21 gennaio 1684-1710);
- Lord John Montgomerie (6 marzo 1688-9 marzo 1688);
- Lady Grace Montgomerie (1689-1713), sposò Robert Dalzell, V conte di Carnwath, ebbero due figlie;
- Lady Jean Montgomerie (1º dicembre 1689-20 febbraio 1745), sposò Alexander Maxwell, II Baronetto, ebbero un figlio.

### Terzo Matrimonio
Sposò, nel giugno 1709, Susanna Kennedy, figlia di Sir Archibald Kennedy, I Baronetto. Ebbero undici figli:
- Lady Margaret Montgomerie (?-30 marzo 1799), sposò Alexander Macdonald, VII baronetto, ebbero tre figli;
- Lady Susan Montgomerie (?-27 luglio 1754), sposò John Renton di Lamerton, non ebbero figli;
- Lady Frances Montgomerie (?-1755);
- Lady Christina Montgomerie (?-19 luglio 1748), sposò James Moray di Abercairny, non ebbero figli;
- Lady Grace Montgomerie (?-15 giugno 1751), sposò Charles Byrne, non ebbero figli;
- Lady Charlotte Montgomerie (?-7 ottobre 1732);
- Lady Elizabeth Montgomerie (4 luglio 1710-19 febbraio 1800), sposò Sir John Cunninghame di Caprington, Baronetto, non ebbero figli;
- Lady Helen Montgomerie (16 gennaio 1712-14 gennaio 1747), sposò Francis Stuart, ebbero un figlio;
- Lord James Montgomerie (1718-1º settembre 1724);
- Alexander Montgomerie, X conte di Eglinton (10 febbraio 1723-25 ottobre 1769);
- Archibald Montgomerie, XI conte di Eglinton (18 maggio 1726-30 ottobre 1796).

## Morte
Morì il 18 febbraio 1729 a Eglinton Castle, Irvine.